# Instant on
Nei computer, instant-on, è la capacità di avvio (boot) quasi istantaneamente, in modo da poter essere in linea o utilizzare una applicazione specifica, senza dover attendere per un PC l'avvio del sistema operativo tradizionale. Oggi la tecnologia instant-on è usato soprattutto nei computer portatili, netbook e nettop, perché l'utente può avviare un programma immediatamente invece di aspettare di avviare l'intero sistema operativo del PC. Ad esempio, un utente può solo voler utilizzare un software per la riproduzione di film o di eseguire un browser web senza la necessità del sistema operativo completo.

## Elenco dei sistemi instant on
- Acer InstaBoot Netbook (basato su Splashtop)
- Acer RevoBoot Nettop (basato su Splashtop)
- ASUS Express Gate, notebooks, Eee Box (nettop), e Eee PC(basato su Splashtop)
- prodotto Canonical annunciato all'inizio del 2010
- Dell Latitude ON, Latitude On Reader, Latitude On Flash (basato su Splashtop)
- DeviceVM Splashtop[1]
- Google Chrome OS[2]
- HP QuickWeb Probook notebook (basato su Splashtop)
- HP Instant On Solution Voodoo & Envy notebook (basato su Splashtop)
- HP Instant Web netbook (basato su Splashtop)
- Lenovo QuickStart (basato su Splashtop)
- LG SmartOn (basato su Splashtop)
- Mandriva InstantOn[3]
- Phoenix HyperSpace[4]
- Sony Quick Web Access (basato su Splashtop)
- Xandros Presto[5]
- Xpud[6]